# Torgils Knutsson
Torgils Knutsson (Tyrgils o Torkel), conosciuto anche come Comandante Torkel (... – 1306) fu comandante e capo effettivo del Regno di Svezia durante la prima parte del regno di Birger Magnusson (1280-1321).

## Biografia
Torkel proveniva da un'antica e nobile famiglia del Västra Götaland ed era imparentato con i Folkung, la famiglia reale, e come loro, aveva un leone nel suo stemma. Fu per la prima volta nominato nel 1282, e, in un documento del 1288, è nominato cavaliere e membro del Senato (riksråd).
Quando il re Magnus Ladulås morì, Torkel diventò il reggente per il piccolo Re Birger, essendo l'ufficiale di Stato più eminente anche perché la vedova - straniera - di Magnus, Helvig di Holstein non era ancora considerata adatta per una carica del genere.
Quando la regione del Tavastland fu attaccata dalla Repubblica di Novgorod, nel 1292, il comandante Torkel guidò la terza crociata svedese contro la Finlandia, nel 1293 e conquistò parte della Carelia, dove fondò la roccaforte di Vyborg nel 1293. Nel 1300, guidò un attacco contro la Repubblica di Novgorod, e sul fiume Neva, fondò la fortezza di Landskrona.
Egli mostrò lo stesso interesse per la politica interna svedese. Durante la sua reggenza, fu stabilita la legge di Uppland. Si attivò per abolire l'esenzione delle tasse per il clero, che espresse il proprio malcontento 1303.
I vecchi trattati commerciali con Lubecca furono ripristinati, alla condizione che la città teutonica mettesse sotto embargo Novgorod.
Nel conflitto tra il re Birger Magnusson e suoi fratelli, i duchi Erik e Valdemaro, Torkel restò fedele al fianco del re.  
Nel castello di Torkel, Aranäs, nel 1304, i due duchi dovettero siglare una dichiarazione nella quale essi non avrebbero mai più attaccato o minacciato il re, sia all'interno della Svezia che oltreconfine. A dispetto di questa dichiarazione, i due duchi fuggirono e con il supporto del Re norvegese Haakon V di Norvegia, attaccarono il  Västergötland. Torkel aiutò il re a conquistare il castello di Nyköping, che apparteneva al duca Eric, e nel Kolsäter nel 1305, costrinse i due duchi a firmare un giuramento nel quale si impegnavano a non attaccare lo stesso Torkel.
Quando il potere dei due duchi tornò ad essere una minaccia, il maresciallo dovette riconciliarsi con la chiesa, ed emise un editto per il rinnovo degli antichi diritti ecclesiastici nel 1305. Nonostante ciò, Torkel fu alla fine vinto dalla vendetta dei suoi nemici. I duchi infatti fecero in modo di screditare la sua fedeltà agli occhi del re.
Nel dicembre 1305, Re Birger ed i duchi giunsero nella residenza di Torkel a Lena (dove in precedenza aveva avuto luogo la Battaglia di Lena) nel Västergötland, ed arrestarono Torkel che venne condotto a Stoccolma in catene. Nel Febbraio 1306, il fedele maresciallo venne decapitato.
Tale era l'odio dei duchi nei suoi confronti che il suo corpo venne sepolto nel luogo dell'esecuzione. Soltanto in seguito esso fu degnamente sepolto in una chiesa Francescana di Stoccolma.

## Famiglia
Torkel si sposò due volte. La sua prima moglie, le cui origini sono sconosciute, gli diede una figlia di nome Kristina, che fu data in sposa al figlioccio e futuro nemico duca Valdemaro. Sembra che alla morte del padre ella sia stata ripudiata dal duca (poiché Valdemaro si sposò successivamente con Ingeborg Ericsdotter di Norvegia). La seconda moglie di Torkel era la contessa Hedvig di Ravensberg.

## Omaggi
- La forte personalità di Torkel e la sua tragedia personale sono state materia di opere letterarie, come la tragedia di B. v. Beskow Torkel Knutsson.
- Una statua di Torkel venne eretta nel 1908, sulla piazza principale di Vyborg.